# 1935-ös finn labdarúgó-bajnokság (első osztály)
Az 1935-ös finn élvonalbeli labdarúgó-bajnokság a hatodik szezonja volt az akkor Mestaruussarja-nak vagy A-sarja-nak nevezett bajnokságban. Nyolc csapat vett részt, a HPS Helsinki győzött, két csapat, a VIFK Vaasa és az ÅIFK Turku esett ki az 1936-os Suomensarja-ba, vagyis a másodosztályba.

## Végeredmény
| Hely | Csapat           | Mérk | Gy | D | V  | G+ | G- | Pont |
| ---- | ---------------- | ---- | -- | - | -- | -- | -- | ---- |
| 1    | HPS Helsinki (C) | 14   | 11 | 0 | 3  | 38 | 15 | 22   |
| 2    | HIFK Helsinki    | 14   | 8  | 1 | 5  | 41 | 28 | 17   |
| 3    | HT Helsinki      | 14   | 7  | 1 | 6  | 28 | 26 | 15   |
| 4    | HJK Helsinki     | 14   | 6  | 2 | 6  | 32 | 26 | 14   |
| 5    | VPS Vaasa        | 14   | 6  | 2 | 6  | 27 | 27 | 14   |
| 6    | Sudet Viipuri    | 14   | 7  | 0 | 7  | 31 | 34 | 14   |
| 7    | VIFK Vaasa (R)   | 14   | 3  | 3 | 8  | 29 | 37 | 9    |
| 8    | ÅIFK Turku (R)   | 14   | 3  | 1 | 10 | 12 | 45 | 7    |